# ブラックシープ
『ブラックシープ』（英語：Black Sheep）は、ジョナサン・キング監督による、2006年に製作、2007年に一般公開されたニュージーランドのホラーコメディ映画。特殊効果はWeta Workshopによって行われた。
この映画は、ミッドナイト・マッドネス・シリーズの一環として、2006年9月10日にトロント国際映画祭 (TIFF) で初公開された。2007年3月29日にニュージーランド映画委員会によりニュージーランドで劇場公開された。日本では2020年1月24日に劇場公開された。
ブリュッセル国際ファンタスティック映画祭Golden Raven（最高賞）受賞。

## キャスト
- ヘンリー・オールドフィールド - ネイサン・マイスター
  - 少年時代のヘンリー - ニック・フェントン
- アンガス・オールドフィールド - ピーター・フィーニー
  - 少年時代のアンガス - イーライ・ケント
- エクスペリエンス - ダニエル・メイソン
- タッカー - タミー・デイヴィス
- グラント - オリヴァー・ドライヴァー

## 概要
映画の特殊効果は、リチャード・テイラーからの参加を含め、Weta Workshopによって行われた。映画の一部は韓国企業の大成グループから投資された。韓国企業がニュージーランドの映画に直接投資したのはこれが初めてのものである（ただし、Weta Workshopは以前、韓国の映画「The Host」で韓国のエフェクトハウスと協力していた）。

## 公開
『ブラックシープ』は、2006年9月10日、第31回トロント国際映画祭で、ミッドナイト・マッドネス・シリーズの一部として初公開され、2007年3月29日にニュージーランドで上映された。その後、2007年10月9日にDVDおよびBlu-rayでリリースされた。

## 評価
レビュー収集サイトのRotten Tomatoesでは、調査対象の94人の批評家の71％が映画に肯定的なレビューであった。平均評価は6.3 / 10。「『ブラックシープ』は暴力的でグロテスクで非常に面白い映画で、B映画の狂気を極端なものにしている。」 Metacriticでは、17件の口コミをもとにして100分の62の評価を受けた。そのレビューで、「ヒューストン・クロニクル」のブルース・ウェストブルックは、「この映画は、新鮮なアイデアとその多くの影響を兼ね備えている」と述べた。ロンドンのナイジェル・フロイドはこの映画を4つ星の評価で「ホラーコメディファンのためのご褒美」と称した。イギリスの『ガーディアン』紙にてフィリップ・フレンチは、それを「活気の出る出来事」であり「純粋なホラーでいっぱいである」とした。同じく『ガーディアン』紙のアンドルー・プルヴァーは、それほど印象的ではなかったと述べている。彼は映画を2/5と評価し、『ショーン・オブ・ザ・デッド』がコメディホラーのハードルを高くしたとしている。『ゾンビ・ムービー・エンサイクロペディア 第2巻』での評価では、アカデミックのピーター・デンドルは、「28日後の感染や他の現代のゾンビ映画と同じくらい暴力的で伝染性のあるゾンビ羊」を「優れた製品」と表現した。

## 受賞
- Golden Raven - ブリュッセル国際ファンタスティック映画祭、2007年
- Special Jury Prize - ジェラルメ国際ファンタスティカ映画祭、2007年
- Audience Prize  - ジェラルメ国際ファンタスティカ映画祭、2007年
- Best Dramatic Presentation – Long Form Award at the 2008 Sir Julius Vogel Awards for New Zealand science fiction and fantasy